# Хемингуэй, Мэри Уэлш
Мэри Уэлш Хемингуэй (англ. Mary Welsh Hemingway; Уолкер, 5 апреля 1908 — 26 ноября 1986, Нью-Йорк) — американская журналистка и писательница, четвёртая жена и вдова Эрнеста Хемингуэя. После смерти Хемингуэя была его литературным душеприказчиком, организовала публикацию «Праздник, который всегда с тобой», «Острова в океане», «Райский сад» и других посмертно изданных произведений писателя. Мэри Уэлш послужила прототипом Луизы для романа Ирвина Шоу «Молодые львы».

## Биография
Родилась в Уолкере, штат Миннесота в семье лесозаготовщика. Росла и посещала школу в Бемиджи. После окончания средней школы в 1926 году в течение года посещала занятия в местном государственном педагогическом колледже в Бемиджи. В детстве Мэри была влюблена в редактора местной газеты, поэтому решила стать журналистом и поступила в Северо-Западный университет в Эванстоне. Она бросила университет в 1930 году, после того как почти два года редактировала журнал «Американский флорист». В 1938 году она вышла замуж за Лоуренса Миллера Кука, студента-драматурга из Огайо. Их совместная жизнь была недолгой, после развода Мэри переехала в Чикаго и начала работать в газете «Chicago Daily News», где познакомилась с коллегой по газете — Уиллом Лэнгом-младшим. Во время отпуска в Лондоне Мэри устроилась на новую работу в газету «Daily Express» и была направлена корреспонденткой в Париж, где и провела годы, предшествовавшие Второй мировой войне. После падения Франции в 1940 году Мэри Уэлш вернулась в Лондон, откуда продолжала освещать события войны. Во время войны она вышла замуж во второй раз, за австралийского журналиста Ноэля Монкса.
В мае 1944 года познакомилась с американским писателем Эрнестом Хемингуэем, который тоже работал в Лондоне корреспондентом. Мэри Уэлш обедала в ресторане в компании писателя Ирвина Шоу, Хемингуэй остановился у столика и попросил представить его «этой очаровательной блондинке». После первой же их встречи Хемингуэй заявил: «Мэри, я совсем вас не знаю. Но хочу жениться на вас. Вы такая живая! Вы такая красивая. Как блесна. Я хочу жениться на вас прямо сейчас. А когда-нибудь и вы захотите выйти за меня замуж. Просто помните, что я на вас женюсь. Сегодня, или завтра, или через месяц, или через год».

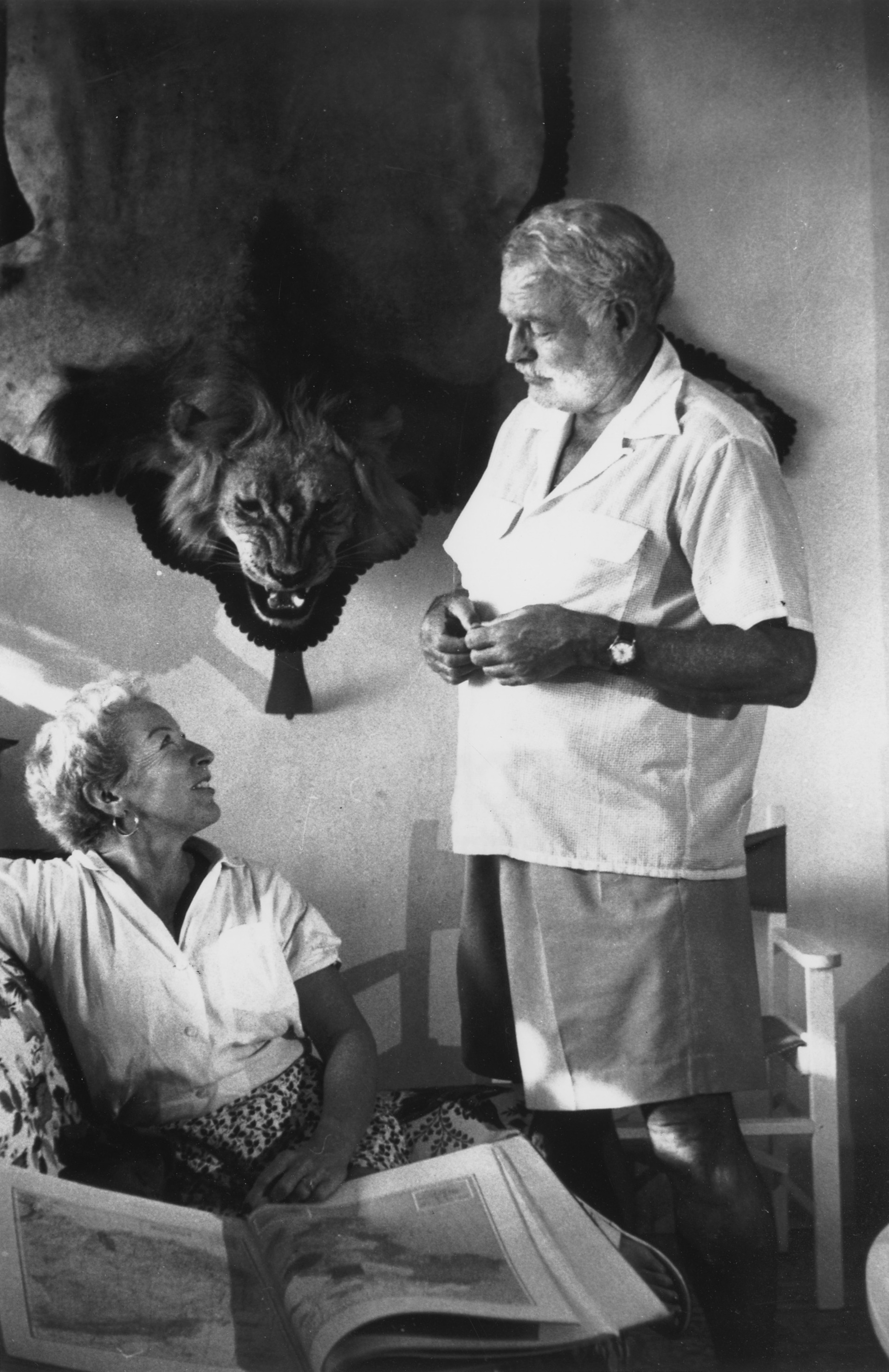
Мэри и Эрнест Хемингуэй на Кубе

В 1945 году она развелась с Ноэлем Монксом, и в марте 1946 года вышла замуж за Хемингуэя, — свадьба состоялась на Кубе. Уэлш и Хемингуэй хорошо подходили друг другу — предыдущая жена Хемингуэя возмущалась его попыткам утвердить своё господство, в то время как Мэри Уэлш писала: «Я хотела, чтобы он был Учителем, был сильнее и умнее меня; постоянно помнил, насколько он велик и насколько мала я». В августе 1946 года у неё случился выкидыш из-за внематочной беременности. После свадьбы Мэри много лет жила с Хемингуэем на Кубе, а после 1959 года в Кетчуме, штат Айдахо. В 1958 году, все ещё находясь на Кубе, она вместе со своим мужем снялась в эпизодических ролях в киноверсии новеллы Хемингуэя 1952 года «Старик и море», режиссёра Джона Стёрджеса. Хемингуэй сыграл в фильме игрока, а Мэри — туристку из Америки.
Рано утром 2 июля 1961 года, когда они переехали в Кетчум, Мэри проснулась от громкого шума и обнаружила, что её муж застрелился из своего любимого ружья. По словам биографа Джеймса Меллоу, Хемингуэй открыл кладовую в подвале, где хранились его ружья, поднялся наверх, в вестибюль их дома в Кетчуме, с двуствольным дробовиком, которым он так часто пользовался, и застрелился. Мэри и другие члены семьи и друзья сначала сказали прессе, что смерть была случайной, но в интервью прессе пять лет спустя Мэри признала, что Хемингуэй покончил жизнь самоубийством.
После самоубийства Хемингуэя в 1961 году Мэри выступила в качестве его литературного душеприказчика и была ответственна за публикацию произведений «Праздник, который всегда с тобой», «Острова в океане», «Райский сад» и других посмертных публикаций. Она передала рукопись «Праздник, который всегда с тобой» Татьяне Кудрявцевой, переводчику из Советского Союза, которая затем издала русский перевод одновременно с публикацией оригинала на английском языке. В 1976 году она написала автобиографическую книгу «Как это было».
Позднее Мэри переехала в Нью-Йорк, где жила в квартире на 65-й улице. После продолжительной болезни она умерла в больнице Святого Луки 26 ноября 1986 года в возрасте 78 лет. В своём завещании она оговорила, чтобы её похоронили в Кетчуме рядом с Хемингуэем, что и было исполнено.